# Paul Busson
Paul Busson, född 9 juli 1873 och död 5 juli 1924, var en österrikisk författare.
Busson var först officer, och blev därefter redaktör för Neues Wiener Tagblatt. Bland han verk märks Gedichte (1901), Nelsons Blut (1911), Wiener Stimmungen (1912) och Aus der Jungenzeit (1920).